# Things to Do in Denver When You're Dead
Things to Do in Denver When You're Dead is een Amerikaanse thriller uit 1995.

## Rolverdeling
| Acteur             | Personage                     |
| ------------------ | ----------------------------- |
| Christopher Walken | The Man with the Plan         |
| Treat Williams     | Bill "Critical Bill" Dolittle |
| Christopher Lloyd  |                               |
| Bill Nunn          |                               |
| Gabrielle Anwar    | Dagney                        |
| Fairuza Balk       | Lucinda                       |
| Josh Charles       |                               |
| Andy García        | Jimmy 'The Saint' Tosnia      |
| Steve Buscemi      |                               |
| Don Cheadle        | Rooster                       |
| Jack Warden        |                               |
| William Forsythe   |                               |